# Celso Machado
Pour les articles homonymes, voir Machado.
Celso Machado (né le 27 janvier 1953) est un guitariste classique et percussionniste brésilien (afro-américain), qui vit près de Vancouver, au Canada. Showman, il enseigne également et compose de la musique brésilienne. Il a notamment écrit les recueils Imagens do Nordeste et Modinhas Brasileiras, pour deux guitares et la pièce Parazula pour guitare seule. Ses pièces pour guitare son éditées chez Lemoine et ont été enregistrées par lui en duo avec Thierry Rougier (1985) et avec Cristina Azuma (1998). Il a 2 CDs édités au Brésil (1977, 1980) en tant que guitariste soliste et plus récemment plusieurs CDs enregistrés à son nom, où il chante et joue ses propres compositions.
Il est connu en particulier pour sa capacité à imiter des chants d'oiseaux en utilisant des instruments à vent et des percussions.